# Церковь Илии Пророка (Смолинское)
Церковь Илии Пророка — православный храм в селе Смолинское, Свердловской области.
Постановлением Правительства Свердловской области № 859-ПП от 28 декабря 2001 года присвоен статус памятника архитектуры регионального значения.

## Описание
Первые упоминания здания церкви в Смолинском селе относятся ко второй половине XVIII века, когда протоиерей Феодор Кочнев 5 июля 1770 года освятил деревянный храм. Деревянное здание было сильно повреждено пожаром 1822 года. Уже в 1823 году получена грамота на строительство нового капитального здания.
Сегодняшнее здание церкви расположено в западной части села. Храм является образцом зданий позднего классицизма и одновременно примером барочных традиций Урала второй половины XIX века.
Церковь каменная, трёхпрестольная, сергиевской ориентации. Строительство начато в 1823 году. Главный храм был освящён 11 июня 1847 года по грамоте преосвященного Аркадия, епископа Пермского во имя пророка Илии местным священником Матием Поповым. Правый предел освящён 6 ноября 1877 года в честь Воздвижения Креста Господня, левый предел освящён 2 ноября 1881 года во имя великомученика Дмитрия Солунского. В 1887—1893 годах был обновлён иконостас, расписаны стены главного храма. В 1895 году здание оштукатурено и выбелено.
В состав прихода входили часовня в деревне Перебор во имя святого Стефана, епископа Пермского и деревянный крест при Смолинских пещерах. На содержание храма выделялось ежегодно 19 рублей дохода от средств церковных лавок. Также в деревне Перебор с 1892 года существовала школа грамоты.
Здание было закрыто в 1940 году. В настоящее время не восстанавливается, полуразрушена.